# أليكسي كوروفاسكوف
أليكسي إيغوريفيتش كوروفاشكوف (بالروسية: Алексей Игоревич Короваšков؛ من مواليد 1 أبريل 1992) هو لاعب سباق زورق روسي، فاز بميدالية برونزية في دورة الألعاب الأولمبية الصيفية 2012 في حدث سي-2 1000 م. في يونيو 2015، شارك في دورة الألعاب الأوروبية الافتتاحية لروسيا في سباق الزوارق، وبشكل أكثر تحديدًا، سي-2 1000 متر للرجال. حصل على الميدالية الفضية.
في عام 2016، تم منع أليكسي من جميع المسابقات الدولية من قبل الاتحاد الدولي للزوارق.